# NGC 6872
NGC 6872 hay tên gọi khác là thiên hà Condor là tên của một thiên hà xoắn ốc có thanh chắn nằm trong chòm sao Khổng Tước. Khoảng cách của thên hà này với trái đất chúng ta là khoảng xấp xỉ 212 triệu năm ánh sáng (tương đương 65 triệu parsec) Tuổi của thiên hà này là khoảng xấp xỉ 5 tỉ năm tuổi. Hiện tại, nó đang có sự tương tác thiên hà với một thiên hà có kích thước chưa đến 1 phần 12 kích thước của NGC 6872 tên là IC 4970. Thiên hà này có hai nhánh xoắn ốc kéo dài ra từ đầu đến cuối và kích thước của nó là khoảng 522000 năm ánh sáng (tương đương 160000 parsec), điều này kiến nó trở thành một trong những thiên hà lớn nhất từng được biết đến. Ngày 27 tháng 6 năm 1835, nhà thiên văn học người Anh John Herschel đã phát hiện ra thiên hà này.
Khi quan sát với tia cực tím và hồng ngoại, vùng trung tâm và cấu trúc thanh chắn của NGC 6872 cho thấy nó có những ngôi sao già với tỉ lệ hình thành sao thấp. Tỉ lệ đó tăng dần dọc theo nhánh xoắn ốc tính từ lõi ra.
Nó hiện đang tương tác với IC 4970, một thiên hà hình hạt đậu và chỉ cách nhau một vài giây trên cung tròn. Horrelou và Koribalski đã sự dụng một thuật toán để xác định về sự tương tác của chúng. Kết quả cho thấy cả hai đã bắt đầu tương tác cách đây 130 triệu năm trước.

## Dữ liệu hiện tại
Theo như quan sát, đây là thiên hà nằm trong chòm sao Khổng Tước và dưới đây là một số dữ liệu khác:
Xích kinh 20h 16m 56.558s
Độ nghiêng −70° 46′ 04.60″
Giá trị dịch chuyển đỏ 0015194±00001
Cấp sao biểu kiến 10.69
Vận tốc xuyên tâm 4555±30 km/s
Kích thước biểu kiến 6.0′ × 1.7′
Loại thiên hà SB(s)b pec